# Aloe vera
Aloe vera je rastlina. Beseda vera izvira iz lat. verus in pomeni pravi. S tem je nakazano, da gre za pravo oziroma zdravilno alojo. Beseda aloe je afriškega izvora in označuje pretežno stepsko rastlino z mesnatimi listi. Cveti od marca do oktobra.
A. vera je prvi opisal Karl Linne v letu 1753 kot Aloe perfoliata var. vera. Kasneje je prišlo do dveh novih opisov iste vrste. Burman jo je opisal kot Aloe vera (Flora Indica, 6.4.1768), le nekaj tednov kasneje pa še Miller kot Aloe barbadensis v Gardener's Dictionary.
A. vera v naravi ni odkrita in je najverjetneje star selekcioniran križanec. DNK analize kloroplastov kažejo na sorodnost A. vera z Yemensko vrsto aloje Aloe perryi. To bi lahko bil verjetni izvir prvih zdravilnih aloj, ki so jih uporabljali že pred našim štetjem na bližnjem vzhodu. Podobno sorodnost kažejo analize tudi z vrstami Aloe forbesii, Aloe inermis, Aloe scobinifolia, Aloe sinkatana in Aloe striata. Glede na to, da v naravi niso našli nobene populacije Aloe vera, kaže na to, da je to starodavni hibrid med kakšnimi od teh vrst.
Aloe vera še naprej raste na številnih tropskih območjih. Rastlina prenaša žgoče sonce in sušo ter prekomerno vlago. Aloja ne prenaša le hladnega podnebja - rastlina ne preživi zmrzovanje zemlje. V Združenih državah Amerike se aloe vera komercialno prideluje v dolini Rio Grande v Teksasu, Kaliforniji in na Floridi ter v edinstvenih rastlinjakih v Oklahomi. Aloja raste v Mehiki, Indiji, Južni Ameriki, Karibih, Avstraliji in Afriki. V Evropi aloe vera dobro uspeva v Španiji, na Portugalskem in v Italiji
Raste v lončnih in na vrtovih.

## Sinonimi
Kot sinonimi se pojavljajo imena:
Aloe barbadensis Mill., 

Aloe indica Royle,

Aloe perfoliata L. var. vera 

Aloe vulgaris Lam.

Aloe massawana Reynolds in

Aloe vera var. officinalis (Forssk.) Baker
V nekaterih virih se forma A. vera z belimi pegami opisuje kot Aloe vera var. chinensis oz. Aloe chinensis Steud. 
V sredozemlju je znana kot Aloe vulgaris, v Indiji pa kot Aloe vera.

## Domača imena
A. vera ima precej domačih imen: zdravilna aloja, drevesasta aloja, krokodilov jezik, kitajska aloja, indijska aloja, prava aloja, barbadoška aloja, čudežna rastlina, First aid plant (am), Wand of heaven (am)

## Opisrastline
A. vera je do meter visok grm z odebeljenim sočnim steblom. Listi so široki, zadebeljeni, temno zeleni z rahlim sivkastim poprhom, brez svetlih peg na površini in topimi bodicami na robovih listov. Na močnem soncu listi porumenijo, konice listov pa se lahko osušijo. Cvetno steblo zraste spomladi, je golo, meri pol metra v višino in nosi viseče rdečkaste, nekaj centimetrov dolge cevaste cvetove. Kot druge vrste aloj tudi ta raste v sožitju z drevesnimi glivami, ki na koreninah simbiotično pomagajo rastlini pri razkrajanju in absorbciji mineralnih snovi. 

## Zgodovina
Alojo naj bi uporabljali že Sumerci in Egipčani 4000 let pr. n. št. Prvi zapis o aloji je egipčanski papirus iz časa 1550 let pred našim štetjem. Stari Egipčani so jo baje uporabljali kot losion za nego kože. Imenovali so jo 'rastlina nesmrtnosti'.
Rimljani so alojo poznali in jo uporabljali kot zmes, znano pod imenom hiera picra. V pripravku so bili aloja, mastiks (dišeča smola iz drevesa Pistacia lentiscus var. chia), cimet, žafran, azarum (eterično olje iz nekaterih vrst kopitnika Asarum sp.) in nekaj drugih dišavnic. K temu so lahko dodali še med. Tak pripravek naj bi deloval rahlo odvajalno, izboljševal prebavo in dobro vplival na splošno počutje. 
Okoli 600 let pred našim štetjem se je razširila na vzhod v Arabijo, Perzijo in Indijo. Arabci so jo poznali pod imenom 'puščavska lilija'. Iz alojinih listov so stiskali sok in gel ter ga shranjevali v boršah iz kozje kože. Alojino kašo so sušili na soncu in zmleli v prah.
Pet stoletij pred našim štetjem so alojo gojili na Sokotri in jo prodajali na daljni vzhod prav do Malezije in Kitajske. Hindujci so jo imenovali tihi zdravilec, kitajski zdravilci pa so jo poznali kot zdravilo ravnovesja. Baje je Aleksander Veliki ravno zaradi plantaž aloje osvojil Sokotro in aloje uporabljal za zdravljenje svojih vojakov. 
Grki in Rimljani so uporabljali alojo za zdravljenje ran. Aloja je omenjena tudi v novi zavezi Biblije (Jožef 19:39-40 ... in prišel je prvi tudi Nikodem k Jezusu ponoči in prinesel mire in aloje...) vendar ni jasno, ali se gre za Aloe vera ali kakšno drugo vrsto aloje. 
Od 5. do 16. stoletja so rumen sok aloje uporabljali kot odvajalo. 
Podobne pripravke kot rimljani so z manjšimi spremembami in pod različnimi imeni uporabljali še cel srednji vek. Edimburška farmakopeja opisuje mešanico pod imenom 'pilulae communes'. Tudi znani zdravnik Paracelsus (1493-1541) je čislal zdravilno moč alojinega pripravka elixir proprietatus, ki naj bi uravnaval prehodnost črevesja in tako podaljševal življenje. 
Kdaj je zdravilna aloja prišla v Ameriko, ni znano, uporabljali pa naj bi jo že Maji v Jukatanu. Poleg uporabe v domačem zdravilstvu naj bi jo uporabljale tudi ženske za nego kože, grenak okus skorje pa so uporabljale za odvračanje otrok od dojenja. Aloja se je zelo razširila po Floridi, kjer so jo uporabljali tudi Seminoli. 
Dioskorides je v svojem 'Grškem herbariju' opisal zdravilne lastnosti Aloe vera. Priporočal jo je za zdravljenje suhe kože, alergij, ran, hemeroidov, vnetij in udarnin. Dioskoridesovo pisanje je potrdil tudi zdravnik Plinij starejši v svojem delu Zgodovina rastlin.
V petnajstem stoletju so španski jezuiti našli stare grške zapise in razširili znanje o Aloe vera po Španiji, kasneje pa so jo zanesli tudi v novi svet. V naslednjih stoletjih se je na Aloe vera pozabilo, uporabljala se je predvsem kot močno odvajalo. Ker je v taki obliki uporaba tvegana, se je Aloe vera prijel slab sloves. Večina starih metod je namreč vključevala uporabo celih listov s skorjo, ki vsebuje alkaloid aloin. Moderna medicina je Aloe vera potisnila na stran, dokler se v sredini dvajsetega stoletja ni uveljavila uporaba sredice listov brez aloina in konzerviranje soka. 

## Kemijska sestava aloje
Zdravilne lastnosti aloje pripisujejo polisaharidom, antrakinonom in lecitinom, Vitamin A, E, B12 ter C.

## Uporaba aloe vere
Aloe vera, Aloe arborescens in druge zdravilne aloje imajo sočne liste, iz katerih se prodobiva zdravilni alojin sok. Uporabna je nekaj let stara rastlina, iz listov pa izločijo alojin sok, gel in smolo. Rumenkasta alojina smola se nahaja v zgornji plasti listov in vsebuje precej alkaloida aloina, ki deluje odvajalno. Večinoma se uporablja mehka sredica, iz katere se iztisne sok, ki se hitro kvari, zato se za domačo uporabo pripravlja svež. S pasterizacijo ali z uporabo konzervansov se trajnost soka sicer poveča, vendar sok izgubi nekaj zdravilne vrednosti.
Aloe Vera vsebuje poleg zdravilnih sestavin tudi precej hranilnih snovi, kar je morda delno vzrok za pospešitev okrevanja po operativnih posegih. Zdravilni učinek aloje ni omejen samo na kožne poškodbe, mehurje, pike insektov, glivična vnetja, ozebline, sončne opekline in podobne poškodbe, ampak kaže tudi izboljšanje alergijskih reakcij, herpesa, aken, rozaceje, psoriaze in ekcema. Poleg zunanje uporabe se lahko uporablja tudi oralno, vendar bolniki zaradi grenkega okusa pogosto uporabijo komercialne pripravke brez grenkega aloina. Ti pripravki so po izkušnjah uporabnikov manj učinkoviti, predvsem pa sorazmerno dragi, zato se vračajo na uporabo sveže rastline.

## Uporaba v kozmetiki
Komercialno se aloja predeluje predvsem v kozmetični industriji v oblike pilul, sprejev, losionov, napitkov, želejev in krem. Predelava aloje v koncentrat in kasnejše skladiščenje ter uporaba predstavljajo za industrijo kar zahteven postopek, saj brez konzervansov v koncentratih hitro zrastejo glivice.